# Starbuck (Minnesota)
Starbuck és una població dels Estats Units a l'estat de Minnesota. Segons el cens del 2000 tenia 1.314 habitants.

## Demografia
Segons el cens del 2000, Starbuck tenia 1.314 habitants, 565 habitatges, i 328 famílies. La densitat de població era de 321,1 habitants per km².
Dels 565 habitatges en un 26,5% hi vivien nens de menys de 18 anys, en un 47,8% hi vivien parelles casades, en un 7,6% dones solteres, i en un 41,9% no eren unitats familiars. En el 38,8% dels habitatges hi vivien persones soles el 25,8% de les quals corresponia a persones de 65 anys o més que vivien soles. El nombre mitjà de persones vivint en cada habitatge era de 2,16 i el nombre mitjà de persones que vivien en cada família era de 2,84.
Per edats la població es repartia de la següent manera: un 22% tenia menys de 18 anys, un 4,9% entre 18 i 24, un 23,1% entre 25 i 44, un 19,2% de 45 a 60 i un 30,9% 65 anys o més.
L'edat mediana era de 45 anys. Per cada 100 dones de 18 o més anys hi havia 76,7 homes.
La renda mediana per habitatge era de 28.235 $ i la renda mediana per família de 40.875 $. Els homes tenien una renda mediana de 30.865 $ mentre que les dones 21.184 $. La renda per capita de la població era de 15.030 $. Entorn del 7,9% de les famílies i el 13,1% de la població estaven per davall del llindar de pobresa.

## Poblacions més properes
El següent diagrama mostra les poblacions més properes.